# Kiła mózgowo-rdzeniowa
Zasugerowano, aby zintegrować ten artykuł z artykułem Kiła układu nerwowego. Nie opisano powodu propozycji integracji.
Kiła mózgowo-rdzeniowa (łac. lues cerebrospinalis) – postać kiły charakteryzująca się bogactwem objawów klinicznych zależnie od umiejscowienia choroby. W przypadkach nacieków kilakowych na podstawie mózgu występują głównie porażenia nerwów czaszkowych i bóle głowy. Przy zajęciu dużych naczyń pojawiają się przede wszystkim objawy ogniskowe, tj. niedowłady połowicze, afazja, napady padaczkowe, niekiedy zespół pozapiramidowy lub móżdżkowy. Zdarzają się objawy rdzeniowe o charakterze poprzecznego uszkodzenia rdzenia lub nawet zespołów układowych (przypadki naśladujące stwardnienie zanikowe boczne). Znamienne są zmiany w płynie mózgowo-rdzeniowym, charakteryzujące się niewielką lub mierną pleocytozą limfocytarną, wzmożeniem zawartości białka, patologicznymi krzywymi koloidalnymi i dodatnimi odczynami serologicznymi (ok. 90% przypadków). Odczyn unieruchomienia krętków Nelsona jest zawsze dodatni.

## Bibliografia

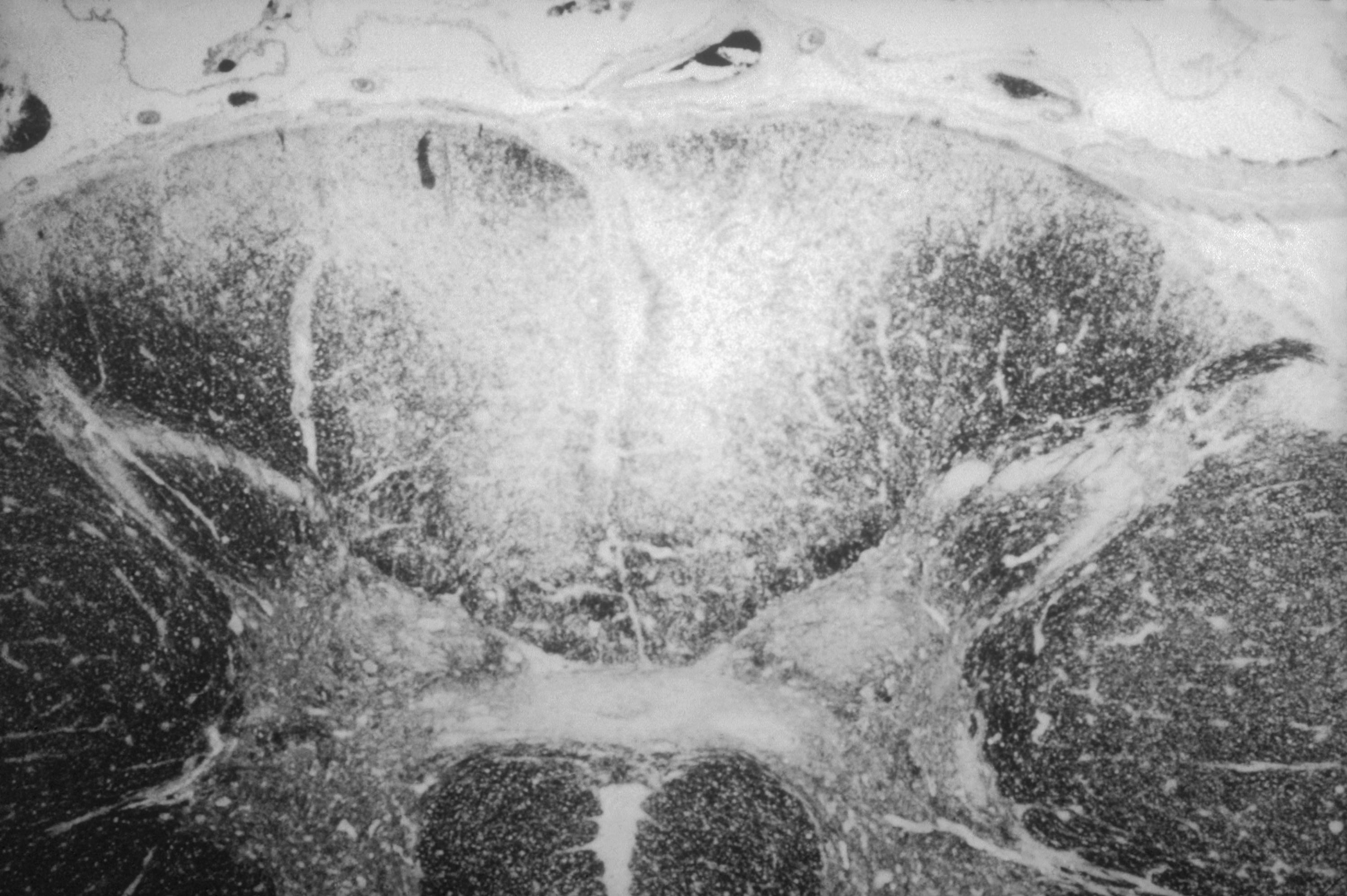
Demielinizacja rogów tylnych rdzenia kręgowego (wiąd rdzenia)

## Klasyfikacja ICD10
| kod ICD10     | nazwa choroby                                                         |
| ------------- | --------------------------------------------------------------------- |
| ICD-10: A52.1 | Kiła objawowa układu nerwowego                                        |
| ICD-10: A52.2 | Kiła bezobjawowa układu nerwowego                                     |
| ICD-10: A52.3 | Kiła układu nerwowego, nieokreślona                                   |
| ICD-10: A50.4 | Kiła układu nerwowego wieku młodzieńczego                             |
| ICD-10: G01   | Zapalenie opon mózgowych w przebiegu kiły układu nerwowego            |
| ICD-10: G05.0 | Zapalenie mózgu i rdzenia kręgowego w przebiegu kiły układu nerwowego |
| ICD-10: G63.0 | Polineuropatia w przebiegu kiły układu nerwowego                      |
| ICD-10: G22   | Parkinsonizm w przebiegu kiły układu nerwowego                        |